# ニューカミア (小惑星)
ニューカミア (855 Newcombia) は小惑星帯に位置する小惑星である。ロシアの天文学者セルゲイ・イワノヴィチ・ベリャフスキーがシメイズ天文台で発見した。
アメリカ合衆国の天文学者サイモン・ニューカムに因んで命名された。